# Usina

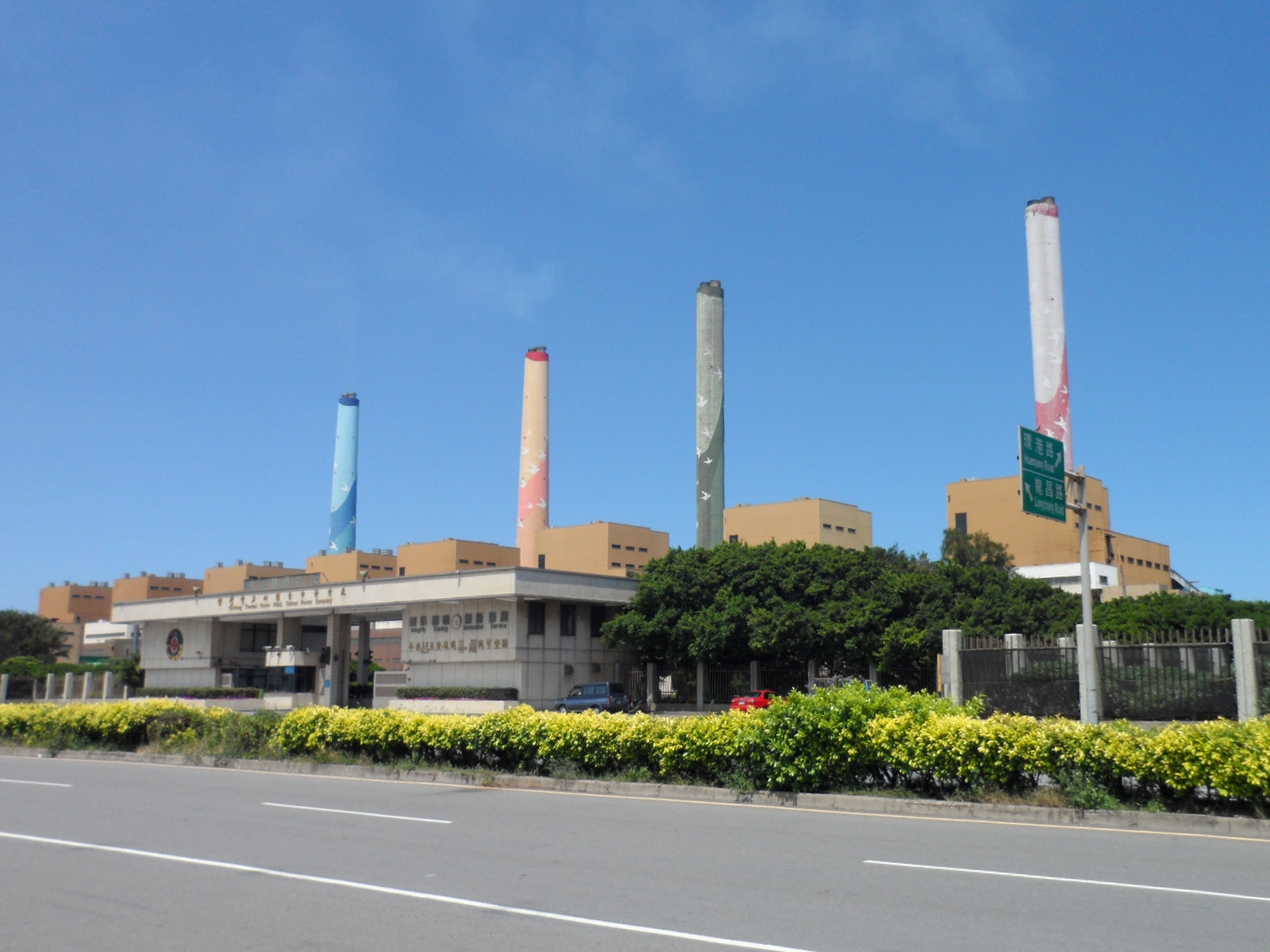
Usina

Usina (português brasileiro) ou central elétrica (português europeu) é uma edificação para atender algum tipo de especialidade industrial de grandes proporções. A maior usina do mundo é a Three Gorges com capacidade para gerar 22 500 megawatts (previsão para 2011) e fica na China, no Rio Yangtzé. A Usina Hidrelétrica de Itaipu pertence ao Brasil e Paraguai tem capacidade de 14 000 MW (megawatts) para a produção de energia elétrica.